# فاصله کوتاه
فاصله کوتاه نام یک کتاب ادبی است که توسط رابرت فراست، نویسندهٔ اهل ایالات متحده آمریکا نوشته شده‌است.